# آس (جنس)

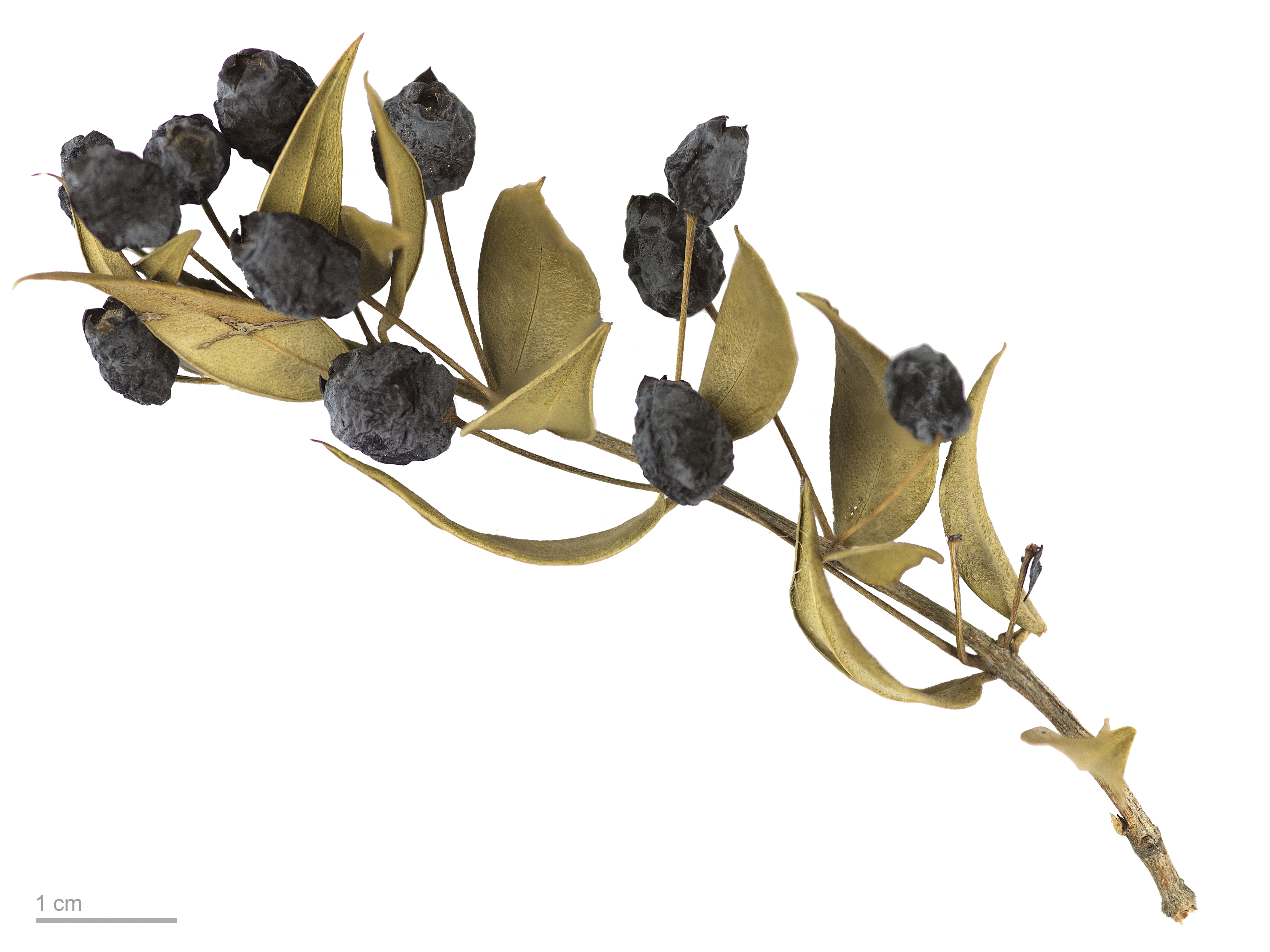
الآس الشائع.

الآس  أو الحَبْلاس أو الحِمْبلاس (باللاتينية: Myrtus)، ميرتوس، جنس نباتي من الفصيلة الآسية يضم عدة أنواع أهمها الآس الشائع الذي يؤخذ منه حب الآس. وصفه لأول مرة عالم النبات السويدي لينيوس في عام 1753.
اُقترح أكثر من 600 اسم ضمن جنس الآس، ولكن معظمها نُقل إلى أجناس أخرى أو اعتُبرت مرادفات. حالياً، عُرفت ثلاث أنواع فقط ضمن جنس الآس:

## من أنواعه
- الآس الشائع (باللاتينية: Myrtus communis)
- الآس الصحراوي (باللاتينية: Myrtus nivellei)

وهناك أنواع أخرى كثيرة كانت تعد ضمن هذا الجنس وضمت إلى أجناس أخرى فيما بعد.

## الوصف

### الآس الشائع
المعروف باسم "الآس الشائع"، ينتشر بشكل طبيعي في منطقة البحر الأبيض المتوسط، جزر ماكارونيزيا، غرب آسيا، وشبه القارة الهندية. كما أنه يُزرع في مناطق أخرى. النبات عبارة عن شجيرة دائمة الخضرة أو شجرة صغيرة، يمكن أن يصل ارتفاعها إلى 5 أمتار (16 قدمًا). أوراقه كاملة الحواف، يتراوح طولها بين 3-5 سم، وتحتوي على زيت عطري ذو رائحة مميزة.
الزهرة النجمية الشكل تحتوي على خمس بتلات وخمس سبلات، وعدد كبير من الأسدية. عادةً ما تكون البتلات بيضاء اللون. تُلقح الزهرة بواسطة الحشرات. الثمرة عبارة عن توت مستدير يحتوي على عدة بذور، وعادة ما يكون لونه أزرق-أسود. كما توجد نوعية تحمل ثماراً بلون أصفر كهرماني. تنتشر البذور عن طريق الطيور التي تأكل الثمار.

### الآس الصحراوي
الآس الصحراوي (بلغة الطوارق: تيفيلتست)، نبات مستوطن في جبال وسط الصحراء الكبرى. يوجد ضمن نطاق محدود في جبال طاسيلي ناجر جنوب الجزائر، وجبال تيبستي شمال تشاد.
يوجد آس الصحراوي في مناطق صغيرة من الغابات المتبقية النادرة على ارتفاعات جبلية فوق سهول الصحراء الكبرى الوسطى. إنه نبات طبي تقليدي لشعب الطوارق.

## سجل الحفريات
وُصفت 250 بذرة أحفورية من نوع الآس الباليوكوميني من طبقات العصر الميوسيني الأوسط في منطقة فاسترهولت بالقرب من سيلكيبورج في وسط جوتلاند، الدنمارك.

## الاستخدامات

### البستنة
يُزرع الآس الشائع على نطاق واسع كنبات زينة لاستخدامه كشجيرة في الحدائق والمتنزهات. غالباً ما يُستخدم كنبات سياجي، حيث يمكن تقليم أوراقه الصغيرة بسهولة لتشكيلها بشكل أنيق.
عند تقليمه بشكل أقل تكرارًا، ينتج الآس الشائع أزهارًا كثيرة في أواخر الصيف. يحتاج النبات إلى صيف طويل وحار ليزهر، كما يتطلب الحماية من صقيع الشتاء. ونالت كل من النوع الفرعي الآس الشائع والنوع الرئيسي جائزة الجدارة البستانية من الجمعية الملكية للبستنة.

### الطهو
يستخدم نبات الآس الشائع في جزر سردينيا وكورسيكا لإنتاج مشروب كحولي عطري يسمى ميرتو عن طريق نقعه في الكحول. يعد الميرتو أحد أكثر المشروبات شيوعًا في سردينيا ويتوفر بنوعين: ميرتو روسو (أحمر) ينتج عن طريق نقع التوت، وميرتو بيانكو (أبيض) ينتج من التوت الأصفر الأقل شيوعًا وأحيانًا الأوراق. تتضمن العديد من أطباق لحم الخنزير المتوسطية توت الآس، وغالباً ما يُحشى الخنزير الصغير المحمص بأغصان الآس في تجويف البطن، لمنح اللحم نكهة عطرية.

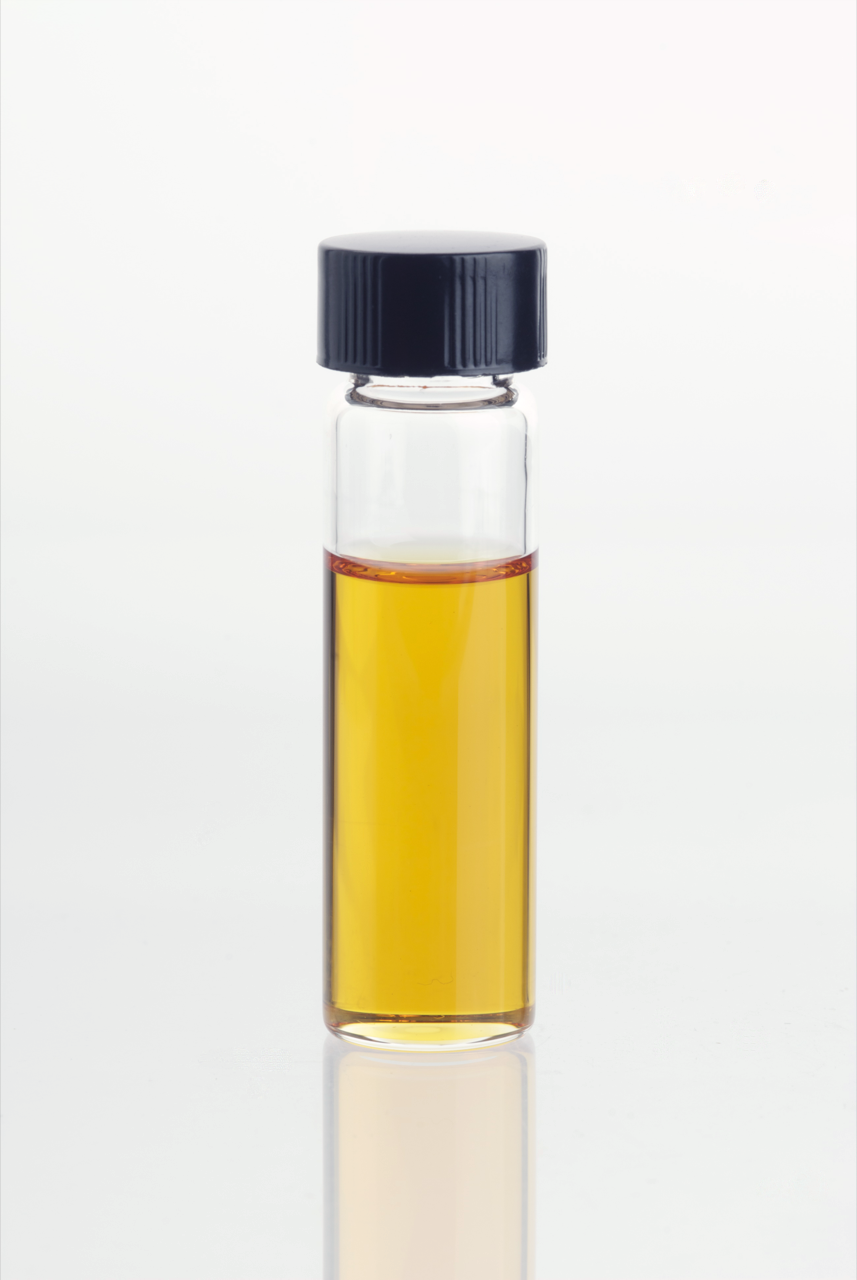
زيت الآس العطري (الآس الشائع) في قارورة زجاجية شفافة

يُستخدم التوت، سواء كاملًا أو مطحونًا، كبديل للفلفل. يساهم في النكهة المميزة لبعض أنواع سجق المرتديلا الإيطالي وسجق بولونيا الأمريكي المرتبط به. في قلورية، يُمرر غصن الآس من خلال التين المجفف ثم يُخبز. يكتسب التين طعمًا لطيفًا من الزيوت العطرية للعشبة. ثم يُستمتع به خلال أشهر الشتاء.

### في الطب
تحتل الآس، إلى جانب لحاء شجرة الصفصاف، مكانًا ثانويًا في كتابات أبقراط وبلينيوس وديسقوريدوس وجالين والكتاب العرب. على سبيل المثال، اقترح سيلسوس استخدام "صودا في الخل أو اللادانوم في زيت الآس والنبيذ" لعلاج مختلف أمراض فروة الرأس. من المحتمل أن يكون تأثير الآس ناتجًا عن مستويات عالية من حمض الساليسيليك.
في العديد من البلدان، وخاصة في أوروبا والصين، كان هناك تقليد لوصف هذا المادة لعلاج التهابات الجيوب الأنفية. خلصت مراجعة منهجية للأدوية العشبية المستخدمة لعلاج التهاب الجيوب الأنفية إلى أن الأدلة على فائدة أي أدوية عشبية في علاج التهاب الجيوب الأنفية محدودة، وأن الأدلة على فاعلية الآس غير كافية للتحقق من أهمية النتائج السريرية. في الطب التقليدي الفارسي، تستخدم الآس، وخاصة الأوراق، لإيقاف النزيف. في بحث ما، أظهر المستخلص المائي للأوراق نشاطًا لوقف نزيف ذيل الفئران.

### في الأساطير والطقوس

#### الكلاسيكي
في الأساطير الإغريقية والطقوس اليونانية، كان الآس مقدسًا لإلهة الحب أفروديت وإلهة الخصوبة ديميتر. يزعم أرطميدورس أنه في تفسير الأحلام، "يعني إكليل الآس نفس معنى إكليل الزيتون، باستثناء أنه أكثر ملاءمة للمزارعين بسبب ديميتر وللنساء بسبب أفروديت. لأن النبات مقدس لكلا الإلهتين."يشرح باوسانياس أن إحدى النعم في المزار في إيلس تحمل غصن الآس لأن "الورد والآس مقدسان لأفروديت ومرتبطان بقصة أدونيس، بينما النعم أقرب الألهة إلى أفروديت." الآس هو إكليل إياكوس، وفقًا لأرسطفان، وللفائزين في الألعاب الإولية في ثيفا، التي تقام تكريماً للبطل الثيفاني إيولاوس.
يرتبط نوعان من الأساطير بالآس ؛ في الأول، كانت ميرسين فتاة عفيفة تحبها أثينا، تفوقت على جميع الرياضيين الآخرين، فقتلوها انتقامًا. حولتها أثينا إلى الآس، أصبح مقدسًا لها. في الثانية، كانت ميرينا كاهنة مكرسة لأفروديت، إما اختطفت للزواج أو رغبت طواعية في الزواج على الرغم من نذورها. على أي حال، حولتها أفروديت إلى الآس، وأعطته رائحة عطرية، كنباتها المفضل والمقدس.
في روما، يشرح فيرجيل أن "الحور هو الأقرب إلى هرقل، والكرمة إلى باخوس، والآس إلى فينوس الجميلة، والغار الخاص به إلى أبولو." في مهرجان فينيراليا، تستحم النساء مرتدين تيجان من أغصان الآس، ويستخدم الآس في طقوس الزفاف. في الإنيادة، يمثل الآس قبر بوليدوروس المقتول في تراقيا. تسبب محاولات إينياس اقتلاع الشجيرة في نزيف الأرض، ويحذره صوت بوليدوروس الميت من المغادرة. تحولت الرماح التي طعنت بوليدوروس سحريًا إلى الآس الذي يمثل قبره.

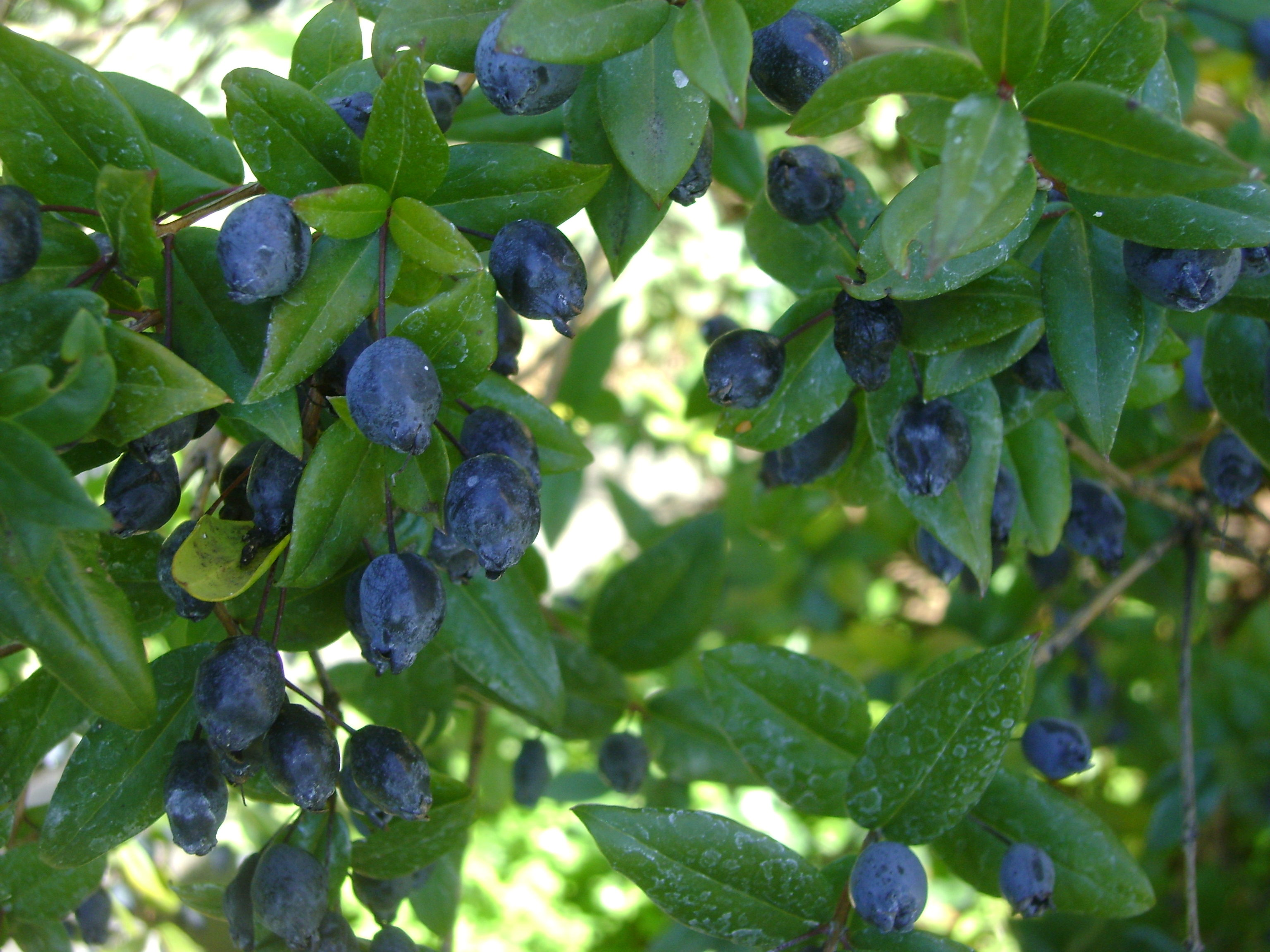
ثمار الآس الناضجة من الصنف الأزرق ("الأسود").

#### التقاليد الأفغانية
في التقاليد الأفغانية والفارسية (الإيرانية)، تُستخدم أوراق الآس لتجنب العين الشريرة. تُشعل الأوراق (يفضل أن تكون جافة)، وتُبخّر، ويُستنشق الدخان، بنفس الطريقة التي يُعتقد بها عن حبة البركة (حرمل شائع). في أفغانستان، تُسمى "ماڼو" (māṇo).
التقاليد اليهودية
في العبادة اليهودية، هي إحدى أربع الأنواع (النباتات المقدسة) لعيد العرش، وتمثل الأنواع المختلفة للشخصيات المكونة للمجتمع. يمثل الآس الذي له رائحة طيبة ولكن ليس له طعم لطيف، أولئك الذين لديهم أفعال جيدة رغم عدم امتلاكهم معرفة من دراسة التوراة. تُربط أو تُدبس الفروع الثلاثة معًا من قبل المصلين ورقة نخيل وغصن صفصاف وغصن الآس. الإتروج أو الأترج هو الثمرة التي تُمسك في اليد الأخرى كجزء من طقوس موجة لولاف.
كانت فروع الآس تُعطى أحيانًا للعريس عندما يدخل غرفة الزفاف بعد الزفاف (توس. سوتا ١٥:٨؛ كتوبات ١٧ أ). الآس هو رمز ورائحة جنة عدن (بهم ٢: ٥٢؛ سفر الهزيونوت ١٧). يتطلب نص أدب القصور المركبة مص العريس على أوراق الآس كعنصر في طقس سيميائي. يربط القباليون الآس بسيفروت تيفيريت ويستخدمون البراعم في طقوسهم السبتية (خاصة هافدالا) لجذب قوته المتناغمة مع بداية الأسبوع (شاب. ٣٣ أ؛ زوهار تشاداش، سوس، ٦٤ د؛ شاعر هاكافانوت، ٢، ص ٧٣-٧٦).
تُضاف أوراق الآس إلى الماء في الشطف الأخير (السابع) للرأس في دليل السيفارديم وأعرافهم التقليدي (تعليم الطقوس لغسل الموتى). غالبًا ما يستخدم الآس لتلاوة بركة على نبات عطري خلال طقوس هافدالا، وكذلك قبل كيدوش في بعض التقاليد السيفارديم والحاسيديم.

#### المندائية
في الديانة المندائية، تُستخدم أكاليل الآس (كليلا) من قبل الكهنة في الطقوس والمراسم الدينية المهمة، مثل المعمودية وجنائز الموتى (مسيقتا). كما تشكل أكاليل الآس جزءًا من الدرفش، الرمز الرسمي للمندائية، والذي يتكون من صليب خشبي من الزيتون مغطى بقماش حريري أبيض.

#### التاريخ المعاصر
في الطقوس الوثنية الجديدة والويكا، يرتبط الآس، على الرغم من أنه ليس موطنًا أصليًا خارج حوض البحر الأبيض المتوسط، الآن بشكل شائع ويعتبر مقدسًا لعيد بلتان (يوم مايو). يعتبر غصن الآس في باقة الزفاف عادة أوروبية عامة.
يُغرس غصن من الآس من باقة زفاف الملكة فيكتوريا كشجرة صغيرة، وتُضمن أغصان منه باستمرار في باقات الزفاف الملكية.

## تاريخ الحدائق

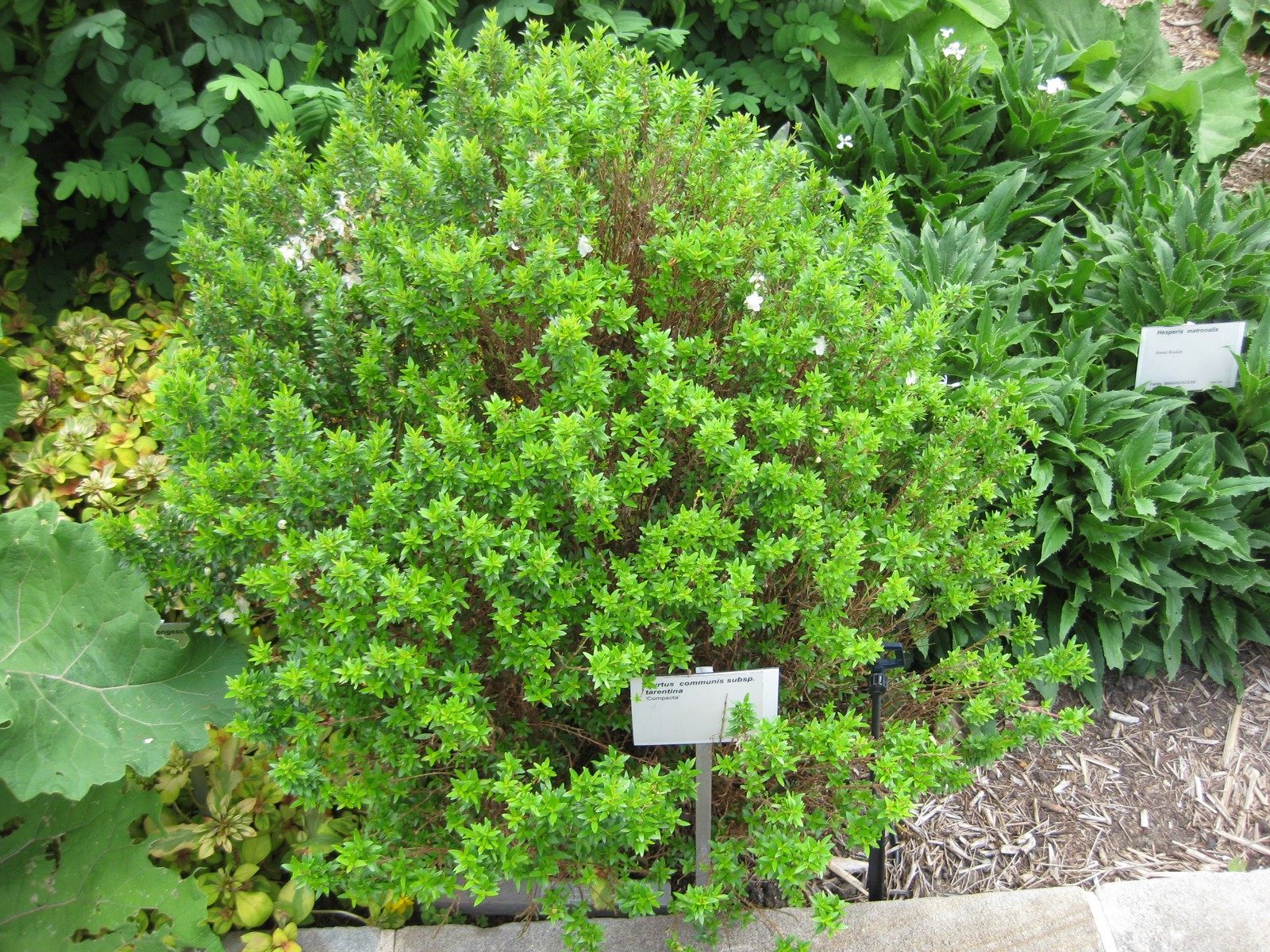
الآس الشائع تارنتينا. "كومباكتا" في الحديقة.

### روما
بسبب أناقة عادتها، ورائحتها الجذابة، وسهولة تشذيبها بواسطة البستاني، بالإضافة إلى ارتباطاتها المقدسة، كانت الآس شجرة لا غنى عنها في حدائق روما. وكذكرى للوطن، اُدخلت في كل مكان استقر فيه النخبة الرومانية، حتى في مناطق حوض البحر الأبيض المتوسط حيث لم تكن موجودة أصلاً: "يجب أن يكون الرومان قد حاولوا بالتأكيد إقامة شجيرة مرتبطة ارتباطًا وثيقًا بأساطيرهم وتقاليدهم"، كما لاحظت أليس كوتس. في بلاد الغال وبريطانيا الرومانية، لن تكون قد أثبتت قدرتها على تحمل الظروف القاسية.

### إنجلترا
أعيد إدخال نبات الآس في إنجلترا في القرن السادس عشر، تقليديًا مع عودة السير والتر رالي من إسبانيا عام 1585، والذي أحضر معه أيضًا أول أشجار برتقال شوهدت في إنجلترا. احتاج نبات الآس العادي إلى حماية مماثلة من البرد والرطوبة الشتوية. لاحظت أليس كوتس شهادة سابقة: في عام 1562، كتب وزير الملكة إليزابيث الأولى العظيم اللورد بورغلي إلى السيد وينديبانك في باريس يطلب منه ليمونة ورمانة والآس، مع تعليمات لزراعتهم - مما يشير إلى أن الآس، مثل النباتات الأخرى، لم يكن مألوفًا بعد.

بحلول عام 1597، أدرج جون جيرارد ستة أنواع تُزرع في جنوب إنجلترا، وبحلول عام 1640، لاحظ جون باركنسون نوعًا ذا أزهار مزدوجة. تقترح أليس كوتس أن هذا كان نفس النوع المزدوج الذي لاحظه كاتب المذكرات والبستاني جون إيفلين:
"اُكتشف لأول مرة من قبل نيكولا كلود فابري دو بيرسك الذي لا مثيل له، والذي قطعه بغل من شجيرة برية".
في أواخر القرن السابع عشر وأوائل القرن الثامن عشر، اُخرجت نباتات الآس في صناديق وأواني وأحواض إلى الحديقة في الصيف وشتويت مع الخضروات الرقيقة الأخرى في برتقالية (هي غرفة أو مبنى مخصص، حيث تُحمى أشجار البرتقال وغيرها من أشجار الفاكهة خلال فصل الشتاء). لاحظ فايرتشايلد، البستاني المدني (1722)، استخدامها المؤقت، مستأجرًا سنويًا من مشتل لملء مدفأة فارغة في الأشهر الدافئة.
مع تدفق المزيد من النباتات والشجيرات الرقيقة المثيرة من اليابان أو بيرو إلى إنجلترا في القرن التاسع عشر، أصبح من الصعب العثور على مساحة للآس العادي ذي الصلابة الحدودية.

## النباتات ذات الصلة
هناك العديد من النباتات الأخرى ذات الصلة، موطنها الأصلي أمريكا الجنوبية ونيوزيلندا وأماكن أخرى، والتي كانت تصنف سابقًا ضمن تصنيف أوسع لجنس الآس (Myrtus)، وهي الآن أنواع ضمن أجناس أخرى، بما في ذلك: قرنفول، لوفوميرتوس، لوما، رودوميرتوس، رياعة، أوجني، و ما لا يقل عن عشر أجناس أخرى.
كما يستخدم اسم "ميرتل" أيضًا في الأسماء الشائعة (الأسماء العامية) لنباتات غير مرتبطة في عدة أجناس أخرى، مثل: "ميرتل الكريب" (أنواع هجين لاجرستروميا، خثرية)؛ "شمع الميرتل" (أنواع شجرة الشمع، شمعيات)؛ و"ميرتل الزاحف" (أنواع عناقية، دفلية).